# Magnus Nordin

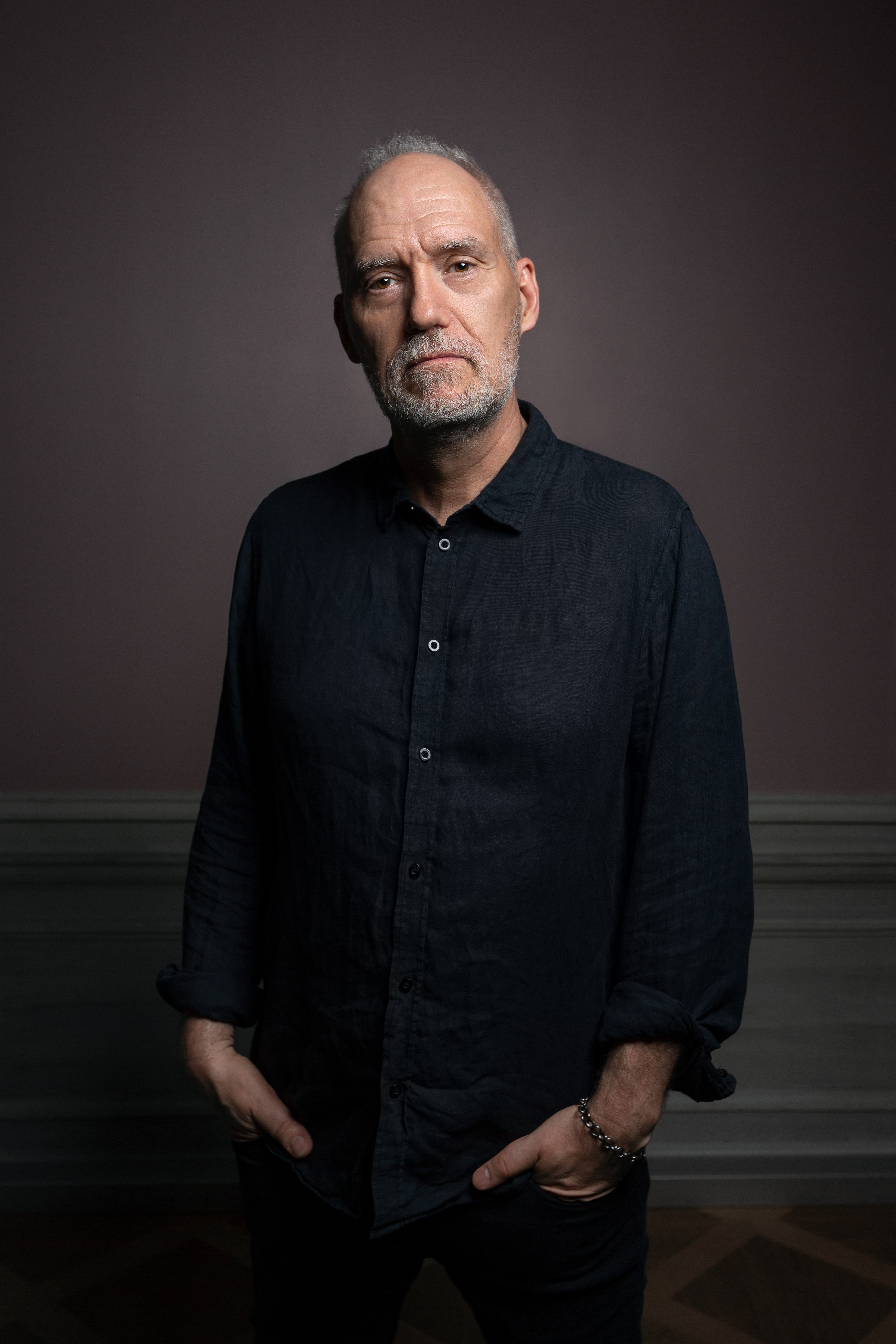
Magnus Nordin.

Magnus Nordin, född 1963 i Täby,  är en svensk ungdomsförfattare. Han har fått Spårhunden för årets bästa ungdomsdeckare och nominerats till Augustpriset för Prinsessan och mördaren samma år 2003.

## Författarskap
Nordin är uppväxt i Västerhaninge i Stockholms län. Han började redan på mellanstadiet att skriva skräckfyllda äventyrsberättelser och tillsammans med några kamrater startade han ett eget bokförlag, som hette M.P.T (Magnus, Peter, Thomas). De skötte allting själva, från att göra omslagen till att annonsera om de kommande böckerna. En av förlagets böcker hette Farligt beskydd och var skriven av Nordin. Efter att den kom ut dröjde det ungefär tjugofem år innan hans första ”riktiga” bok. M.P.T är nerlagt, men Nordin har fortsatt att skriva och ge ut böcker. 
Han debuterade år 2000 med Gudarnas ring. Många av Nordins böcker handlar om skräck eller olika brott. Magnus Nordin har arbetat som högstadielärare i svenska och engelska, men sedan 2007 ägnar han sig helt åt att skriva. Han spelar även bas i rockbandet Djävulen Möblerar Om. 
Prinsessan och mördaren (2003) och Huset vid vägens slut (2004) är två böcker som utspelar sig i Västerhaninge.

### 10-13 år
- Gudarnas ring (2000)
- Huset vid vägens slut (2004)
- Varelserna, Elias bok (2013)
- Varelserna, Emmas bok (2014)
- Varelserna, Fristaden (2015)
- Varelserna, Uppror (2015)
- Paradisets barn (2018)
- Fredlös (2018)[5]

### Ungdomsdeckare
- Prinsessan och mördaren (2003)
- Förföljaren (2005)
- Svart drama (2006)
- Årstamördaren (2007)
- Avgrundens änglar (2013)
- Midsommarmorden (2018)

### Ungdomsskräck
- Det fjärde offret (2001)
- Skuggvarelser (2002)
- Tystnadens hus (2008)
- Djävulens märke (2009)
- Blodets röst (2010)
- Skuggvandrare (2011)
- Hemsökta (2016)
- Mästaren (2022)

### Dystopier
- Röd zon (2020)
- Grön zon (2020)
- Vit zon (2021)

### Skräcknoveller
- Hemhjälp sökes (2011)
- Jordkällaren (2016)
- Offerträdet (2016, fortsättning på Jordkällaren)
- Nattskräck (2017)

### Antologier
- Rysare om natten (2002)
- Höstväsen (2017)

## Ljudböcker
- Dalagatan 14 (2017) med Karina Berg
- Johansson (följetong)

## Priser och utmärkelser
- Spårhunden 2003 Prinsessan och mördaren - årets bästa ungdomsdeckare
- Augustpriset 2003 Prinsessan och mördaren - nominerad*
- Hans Petersonstipendiet 2003